# Metal Enterprises/Diskografie
Diese Diskografie umfasst die Veröffentlichungen des Labels Metal Enterprises. Es machte sich zunächst einen Namen als Metal-Label, bevor es 1987 durch den Erfolg diverser Veröffentlichungen der Böhsen Onkelz populär wurde. Nachdem die Böhsen Onkelz nach dem Album Es ist soweit (1991) zu Bellaphon Records, dem damaligen Vertrieb des Independent-Labels wechselten, versuchte der Inhaber Ingo Nowotny durch die Kompilation Könige für einen Tag weiter Geld mit ihnen zu verdienen. Die Kompilation blieb die einzige Veröffentlichung des Labels, die sich in den Musikcharts platzieren konnte. Sie erreichte Platz 16 der österreichischen Charts. Nach dem Weggang der Böhsen Onkelz versuchte Nowotny sich auch auf dem rapide anwachsenden Rechtsrock-Markt zu etablieren.
Eine weitere Besonderheit des Labels waren Alben, die nicht von den originalen Bands stammten, aber unter deren Namen veröffentlicht wurden. Studiomusiker spielten diese Veröffentlichungen ein. Betroffen waren unter anderem Killer Fox, Thrash Queen und Godzilla. Besonders bemerkenswert ist hier Kahlkopf, deren letztes Werk III über das Sublabel Nowotny’s Noize veröffentlicht wurde. Nowotny ließ die Band einfach von Daniel Giese, besser bekannt unter dem Namen „Gigi“ und damals bei Saccara, fortführen.
Angegeben ist immer die Erstveröffentlichung. Spätere Wiederveröffentlichungen, Neuauflagen oder CD-Auflagen wurden nicht berücksichtigt. Die Veröffentlichungen sind nach Seriennummer sortiert.

## Metal Enterprises
| Band                                 | Titel                                                                | Jahr | Format   | Code   | Anmerkungen                                                                 |
| ------------------------------------ | -------------------------------------------------------------------- | ---- | -------- | ------ | --------------------------------------------------------------------------- |
| Hammers Rule                         | After the Bomb                                                       | 1985 | LP       | ME 501 | Lieder der MLP + fünf Lieder des Albums Show No Mercy                       |
| Killer Fox                           | Going Under                                                          | 1986 | LP       | ME 502 |                                                                             |
| Thrash Queen                         | Manslayer                                                            | 1986 | LP       | ME 503 |                                                                             |
| Black Virgin                         | Most Likely to Exceed                                                | 1986 | LP       | ME 504 |                                                                             |
| Beast                                | The Letter                                                           | 1987 | LP       | ME 505 |                                                                             |
| Blowin Free                          | The Knife and the Floosie                                            | 1987 | LP       | ME 506 |                                                                             |
| Böhse Onkelz                         | Onkelz wie wir …                                                     | 1987 | CD/LP/MC | ME 507 |                                                                             |
| Crossfire                            | Live Attack                                                          | 1987 | LP       | ME 508 |                                                                             |
| Break Point                          | Elephant’s                                                           | 1987 | LP       | ME 509 |                                                                             |
| Chrome Molly                         | Stick It Out                                                         | 1987 | LP       | ME 510 |                                                                             |
| Burning Vision                       | Positive Forces                                                      | 1987 | LP       | ME 511 |                                                                             |
| Godzilla                             | Same                                                                 | 1989 | LP       | ME 512 |                                                                             |
| Expect No Mercy                      | Watch Your Ears and Save Your Neck We Are Back to Our Second Attack! | 1988 | LP       | ME 513 |                                                                             |
| Kalaschnikov                         | The Torture Never Stops                                              | 1988 | LP       | ME 514 |                                                                             |
| Fucker                               | Same                                                                 | 1988 | MLP      | ME 515 |                                                                             |
| A.O.K.                               | Anal oder kot                                                        | 1989 | CD/LP    | ME 516 |                                                                             |
| Simon                                | Shiva                                                                | 1989 | LP       | ME 517 |                                                                             |
| Think of Misery                      | Poverty Is No Disgrace                                               | 1988 | LP       | ME 518 |                                                                             |
| Böhse Onkelz                         | Kneipenterroristen                                                   | 1988 | CD/LP    | ME 519 |                                                                             |
| Oliviera                             | The Hunter                                                           | 1988 | LP       | ME 520 |                                                                             |
| Satans Servants                      | Same                                                                 | 1988 | LP       | ME 521 |                                                                             |
| Nile Temple                          | Same                                                                 | 1988 | LP       | ME 522 |                                                                             |
| Super Bad                            | Same                                                                 | 1988 | LP       | ME 523 |                                                                             |
| Burning Vision                       | Fear of Reality                                                      | 1991 | CD/LP    | ME 524 |                                                                             |
| Asgard                               | Dark Horizons                                                        | 1988 | LP       | ME 525 |                                                                             |
| Jay Jay Tull                         | Revue                                                                | 1988 | LP       | ME 526 |                                                                             |
| SpringtOifel                         | Schwere Jungs                                                        | 1988 | CD/LP    | ME 527 |                                                                             |
| Mad Butcher                          | Metal Meat                                                           | 1988 | LP       | ME 528 |                                                                             |
| Reaper                               | Beyond All Time                                                      | 1989 | CD/LP    | ME 529 |                                                                             |
| Böhse Onkelz                         | Lügenmarsch                                                          | 1988 | MCD/MLP  | ME 530 |                                                                             |
| Random                               | Randomised                                                           | 1990 | LP       | ME 531 |                                                                             |
| Tatty Raid                           | Rock ’n’ Roll Soul                                                   | 1989 | LP       | ME 532 |                                                                             |
| Heaven Ward                          | Dangerous Nights                                                     | 1991 | LP       | ME 533 |                                                                             |
| Valium                               | Wir sind die Wauzis                                                  | 1990 | LP       | ME 534 |                                                                             |
| United Forces (feat. Tiger B. Smith) | Rosita                                                               | 1989 | LP       | ME 535 |                                                                             |
| Escape                               | Same                                                                 | 1989 | CD/LP    | ME 536 |                                                                             |
| Saccara                              | Urbi et Orbi                                                         | 1990 | LP       | ME 537 |                                                                             |
| Johnny Skandal & Hotlegs             | Ich hau die Wand ein                                                 | 1991 | LP       | ME 538 |                                                                             |
| Sampler                              | 6. für Deutschland                                                   | 1990 | CD/LP    | ME 539 | Ohne Einwilligung der Böhsen Onkelz, A.O.K. und SpringtOifel veröffentlicht |
| Thunderstorm                         | S.N.A.F.U.                                                           | 1989 | LP       | ME 540 |                                                                             |
| Hammers Rule                         | Spontaneous Human Combustion                                         | 1991 | CD/LP    | ME 541 |                                                                             |
| Extreme Napalm Terror                | Impulse to Destroy                                                   | 1990 | LP       | ME 542 |                                                                             |
| Repression                           | Germany Rocks                                                        | 1991 | MLP      | ME 543 |                                                                             |
| Störmtrooper                         | Head Count                                                           | 1990 | CD/LP    | ME 544 |                                                                             |
| Killer Fox                           | Orgasm of Death                                                      | 1990 | LP       | ME 545 | Studiomusiker, nicht die originale Band                                     |
| Thrash Queen                         | Ashes to Ashes                                                       | 1990 | LP       | ME 546 | Studiomusiker, nicht die originale Band                                     |
| Break Point                          | Maniacs                                                              | 1991 | LP       | ME 547 |                                                                             |
| Godzilla                             | II                                                                   | 1990 | LP       | ME 548 | Studiomusiker, nicht die originale Band                                     |
| Expect No Mercy                      | The Dreams of Marquis de Sade                                        | 1990 | CD/LP    | ME 549 |                                                                             |
| Kalaschnikov                         | Desert Storm                                                         | 1991 | LP       | ME 550 | Studiomusiker, nicht die originale Band                                     |
| Syntra                               | One                                                                  | 1990 | CD/LP    | ME 551 |                                                                             |
| A.O.K.                               | Baguette Attack                                                      | 1990 | CD/LP    | ME 552 |                                                                             |
| Fucker                               | Making Love on Electric Chair                                        | 1990 | LP       | ME 553 | auch als White Power veröffentlicht, Studiomusiker                          |
| A.O.K.                               | Hardcore Cabaret                                                     | 1991 | CD/LP    | ME 554 |                                                                             |
| Böhse Onkelz                         | Es ist soweit                                                        | 1990 | CD/LP/MC | ME 555 |                                                                             |
| New Eminence                         | Shape of Things                                                      | 1991 | CD/LP    | ME 556 |                                                                             |
| Die geächteten Fier                  | Jawoll meine Herr’n                                                  | 1991 | CD/LP    | ME 557 |                                                                             |
| Random                               | Body Games                                                           | 1991 | LP       | ME 558 |                                                                             |
| Extreme Napalm Terror                | Why?                                                                 | 1991 | CD/LP    | ME 559 |                                                                             |
| DGF                                  | Blondes Gift                                                         | 1993 | CD       | ME 560 | Die geächteten Fier                                                         |
| Titanic                              | Lower the Atlantic                                                   | 1993 | CD       | ME 561 |                                                                             |
| Boots & Braces                       | Schön war die Zeit                                                   | 1993 | CD/LP    | ME 562 |                                                                             |
| Boots & Braces                       | Party Piraten                                                        | 1990 | CD/LP    | ME 563 |                                                                             |
| Böhse Onkelz                         | Könige für einen Tag                                                 | 1990 | CD       | ME 565 | unautorisierte Veröffentlichung, später verboten                            |
| A.O.K.                               | Eine Kuh voller Versionen                                            | 1999 | CD       | ME 567 |                                                                             |
| Kurzschluss                          | Geld, Macht, Freispruch                                              | 1999 | CD       | ME 568 |                                                                             |
| Boots & Braces                       | 11 Pints of Oi!                                                      | 1999 | CD       | ME 569 |                                                                             |
| Märtyrer                             | Ragnarök                                                             | 1995 | CD       | ME 570 |                                                                             |
| Escape                               | II                                                                   | 1995 | CD       | ME 572 |                                                                             |
| Esprit                               | Diamonds Are Forever                                                 | 1995 | CD       | ME 573 |                                                                             |
| Boots & Braces                       | Live in Wien                                                         | 1995 | CD       | ME 576 |                                                                             |
| Kahlkopf                             | Wir haben noch einen Koffer in Berlin                                | 1999 | CD       | ME 577 | Schlagersampler ohne Bezug zur Band                                         |
| A.O.K.                               | Gibt es ein Leben nach dem Frühstück?                                | 1995 | CD       | ME 580 |                                                                             |
| Kahlkopf                             | Pogo im Parlament                                                    | 1997 | CD       | ME 581 | Band um Daniel Giese                                                        |
| A.O.K.                               | Nothing Core                                                         | 1997 | CD       | ME 582 |                                                                             |
| Kahlkopf                             | Soldat                                                               | 1997 | CD       | ME 571 | Re-Release, ursprünglich auf Rock-O-Rama                                    |
| Stalynn                              | Der Beginn                                                           | 1997 | CD       | ME 607 |                                                                             |

## Sublabels

### Nowotny’s Noize
| Band           | Titel                       | Jahr | Format | Code   | Anmerkungen          |
| -------------- | --------------------------- | ---- | ------ | ------ | -------------------- |
| Boots & Braces | Die andere Seite            | 1992 | CD/LP  | NN 001 |                      |
| Kahlkopf       | III                         | 1991 | CD/LP  | NN 002 |                      |
| Saccara        | Sturmfest und erdverwachsen | 1995 | CD     | NN 003 |                      |
| Kahlkopf       | Pogo im Parlament           | 1997 | CD     | NN 005 | Band um Daniel Giese |
| Darco          | Oh Signorina                |      | CD     | NN 010 | Schlager             |

### Nowotny Music Enterprises
Ursprünglich als Nachfolgelabel geplant. Es existieren nur vier Veröffentlichungen.
| Band     | Titel                     | Jahr | Format | Code       | Anmerkungen          |
| -------- | ------------------------- | ---- | ------ | ---------- | -------------------- |
| Saccara  | Der letzte Mann           | 1994 | CD     | INCD 002   |                      |
| Saccara  | Weltvergifter             | 2001 | CD     | INCD 005   |                      |
| Kahlkopf | Im Namen des Herrn        | 2001 | CD     | NME 001    | Band um Daniel Giese |
| Kahlkopf | Teppichmesser-Terroristen | 2003 | CD     | NME 002 CD | Band um Daniel Giese |